# Tole spinosissima
Tole spinosissima is een geslacht van pissebedden uit de superfamilie Janiroidea. De wetenschappelijke naam van de soort is voor het eerst geldig gepubliceerd in 1936 door Knud Hensch Stephensen. Tole spinosissima is niet aan een familie toegewezen en wordt ondergebracht in de Janiroidea incertae sedis.